# Don't Look Back (canção de Thalía)
"Don't Look Back" é o terceiro single lançado do oitavo álbum de estúdio auto-intitulado (2003) de Thalía. A canção foi escrita por Martin Harrington, Ash Howes e Rob Davis, e produzida por Martin Harrington e Ash Howes; Sua melodia é quase idêntica à de "Love at First Sight" de Kylie Minogue, também co-escrita por Harrington e Howes. Uma versão em espanhol da música foi gravada e incluída no álbum de Thalia, Toda la Felicidad. A versão remix alcançou a posição # 9 no "Dance / Club Play Songs da Billboard".

## Listagens de faixas
U.S. CD single (Norty Cotto Remixes)
1. "Don't Look Back" [Norty Cotto Club Remix] – 7:40
2. "Don't Look Back" [English Radio Mix] – 3:39
3. "Don't Look Back" [Norty Cotto A Little Bit 'O Dub] – 6:37

U.S. 12" vinyl single (Norty Cotto Remixes)
1. "Don't Look Back" [Norty Cotto Club Remix] – 7:40
2. "Don't Look Back" [Norty Cotto A Little Bit 'O Dub] – 6:37

U.S. 12" vinyl single ('Jason Nevins Remixes)
1. "Don't Look Back" [Jason Nevins "Rock Da Club" Remix] – 7:28
2. "Don't Look Back" [Jason Nevins "Rock Da Dub" Remix] – 5:45

## Desempenho nas tabelas musicais

### Paradas semanais
| Chart (2004)                                      | Maior posição |
| ------------------------------------------------- | ------------- |
| Estados Unidos (Billboard Dance/Mix Show Airplay) | 8             |
| Estados Unidos (Billboard Dance Club Songs)       | 9             |